# Campeonato Mundial de Clubes de la FIVB de 2018
El Campeonato Mundial Masculino de Clubes de la FIVB de 2018 será la decimocuarta edición del Campeonato Mundial de Clubes de la FIVB y se disputará entre el 26 de noviembre al 2 de diciembre de 2018 en Polonia.

## Clasificación
| Vía de Clasificación                                 | Equipos Clasificados                                                     |
| ---------------------------------------------------- | ------------------------------------------------------------------------ |
| Equipo anfitrión                                     | Skra Bełchatów                                                           |
| Campeón de la Liga de Campeones (2017-18)            | VK Zenit Kazán                                                           |
| Campeón del Campeonato Sudamericano de Clubes (2018) | Sada Cruzeiro                                                            |
| Campeón del Campeonato Asiático de Clubes (2018)     | Khatam Ardakan                                                           |
| Invitados por la organización                        | Fakel Novy Urengoy Cucine Lube Civitanova Asseco Resovia Trentino Volley |
| TOTAL                                                | 8                                                                        |

## Sedes
| Grupo A          | Grupo B          | Ronda final      | Płock Rzeszów Częstochowa Polonia, sede del Campeonato Mundial Masculino de Clubes de la FIVB de 2018. |
| ---------------- | ---------------- | ---------------- | --- |
| Płock            | Rzeszów          | Częstochowa      | Płock Rzeszów Częstochowa Polonia, sede del Campeonato Mundial Masculino de Clubes de la FIVB de 2018. |
| Orlen Arena      | Hala Podpromie   | Hala Sportowa    | Płock Rzeszów Częstochowa Polonia, sede del Campeonato Mundial Masculino de Clubes de la FIVB de 2018. |
| Capacidad: 5 000 | Capacidad: 7 100 | Capacidad: 7 000 | Płock Rzeszów Częstochowa Polonia, sede del Campeonato Mundial Masculino de Clubes de la FIVB de 2018. |
|                  |                  |                  | Płock Rzeszów Częstochowa Polonia, sede del Campeonato Mundial Masculino de Clubes de la FIVB de 2018. |

## Formato de competición
El torneo se desarrolla dividido en dos fases: una fase preliminar o fase de grupos y una fase final.
En la primera fase los 8 equipos fueron repartidos en dos grupos de 4 equipos cada uno, en cada grupo se jugó con un sistema de todos contra todos y los equipos fueron clasificados de acuerdo a los siguientes criterios:
1. Partidos ganados.
2. Puntos obtenidos.
  - Partido con resultado final 3-0 o 3-1: 3 puntos al ganador y 0 puntos al perdedor.
  - Partido con resultado final 3-2: 2 puntos al ganador y 1 puntos al perdedor.
3. Proporción entre los sets ganados y los sets perdidos (Sets ratio).
4. Proporción entre los puntos ganados y los puntos perdidos (Puntos ratio).
5. Si el empate persiste entre dos equipos se le da prioridad al equipo que haya ganado el último partido entre los equipos implicados. Cuando el empate se produce entre tres o más equipos, una nueva clasificación de estos equipos con los mismos criterios de los puntos 1, 2 y 3 se tomarán teniendo en cuenta solo los partidos en los que se enfrentan entre sí.

## Grupos
| Grupo A                | Grupo B         |
| ---------------------- | --------------- |
| Skra Bełchatów         | Khatam Ardakan  |
| Fakel Novy Urengoy     | Asseco Resovia  |
| Cucine Lube Civitanova | Sada Cruzeiro   |
| VK Zenit Kazán         | Trentino Volley |

## Resultados

### Fase de grupos
- Los horarios corresponden al huso horario de Polonia (UTC +1:00)

|  | Clasificados a semifinales |

#### Grupo A
| Pos. | Equipo                 | PG | PP | Pts | SG | SP | PG  | PP  |
| ---- | ---------------------- | -- | -- | --- | -- | -- | --- | --- |
| 1.°  | Cucine Lube Civitanova | 3  | 0  | 8   | 9  | 3  | 287 | 259 |
| 2.°  | Fakel Novy Urengoy     | 2  | 1  | 4   | 6  | 7  | 292 | 306 |
| 3.°  | VK Zenit Kazán         | 1  | 2  | 5   | 7  | 7  | 318 | 314 |
| 4.°  | Skra Bełchatów         | 0  | 3  | 1   | 4  | 9  | 303 | 321 |

| Fecha           | Hora  | Equipo 1               | Res.  | Equipo 2               | Set 1 | Set 2 | Set 3 | Set 4 | Set 5 | Total     | Reporte |
| --------------- | ----- | ---------------------- | ----- | ---------------------- | ----- | ----- | ----- | ----- | ----- | --------- | ------- |
| 26 de noviembre | 17:30 | Skra Bełchatów         | 1 – 3 | Cucine Lube Civitanova | 21-25 | 25-22 | 21-25 | 31-29 | 25-27 | 92 – 99   | P2      |
| 26 de noviembre | 20:30 | Zenit Kazán            | 2 – 3 | Fakel Novy Urengoy     | 23-25 | 28-26 | 25-21 | 22-25 | 11-15 | 109 – 112 | P2      |
| 27 de noviembre | 17:30 | Cucine Lube Civitanova | 3 – 2 | Zenit Kazán            | 20-25 | 25-22 | 24-26 | 25-23 | 19-17 | 113 – 113 | P2      |
| 27 de noviembre | 20:30 | Fakel Novy Urengoy     | 3 – 2 | Skra Bełchatów         | 23-25 | 27-29 | 30-28 | 25-21 | 21-19 | 126 – 122 | P2      |
| 29 de noviembre | 17:30 | Fakel Novy Urengoy     | 0 – 3 | Cucine Lube Civitanova | 17-25 | 18-25 | 19-25 |       |       | 54 – 75   | P2      |
| 29 de noviembre | 20:30 | Skra Bełchatów         | 1 – 3 | Zenit Kazán            | 16-25 | 25-17 | 27-29 | 21-25 |       | 76 – 64   | P2      |

#### Grupo B
| Pos. | Equipo          | PG | PP | Pts | SG | SP | PG  | PP  |
| ---- | --------------- | -- | -- | --- | -- | -- | --- | --- |
| 1.°  | Trentino Volley | 3  | 0  | 9   | 9  | 1  | 248 | 219 |
| 2.°  | Asseco Resovia  | 2  | 1  | 5   | 6  | 5  | 256 | 236 |
| 3.°  | Sada Cruzeiro   | 1  | 2  | 4   | 6  | 6  | 283 | 268 |
| 4.°  | Khatam Ardakan  | 0  | 3  | 0   | 0  | 9  | 163 | 227 |

| Fecha           | Hora  | Equipo 1        | Res.  | Equipo 2        | Set 1  | Set 2 | Set 3 | Set 4 | Set 5 | Total     | Reporte |
| --------------- | ----- | --------------- | ----- | --------------- | ------ | ----- | ----- | ----- | ----- | --------- | ------- |
| 26 de noviembre | 17:30 | Trentino Volley | 3 – 0 | Khatam Ardakan  | 25-19  | 25-15 | 25-19 |       |       | 75 – 53   | P2      |
| 26 de noviembre | 20:30 | Asseco Resovia  | 3 – 2 | Sada Cruzeiro   | 23-25  | 25-18 | 25-23 | 24-26 | 17-15 | 114 – 107 | P2      |
| 28 de noviembre | 17:30 | Sada Cruzeiro   | 1 – 3 | Trentino Volley | 25-17  | 26-28 | 23-25 | 25-27 |       | 99 – 97   | P2      |
| 28 de noviembre | 20:30 | Khatam Ardakan  | 0 – 3 | Asseco Resovia  | 21-25' | 21-25 | 11-25 |       |       | 53 – 75   | P2      |
| 29 de noviembre | 17:30 | Asseco Resovia  | 0 – 3 | Trentino Volley | 24-26  | 23-25 | 20-25 |       |       | 67 – 76   | P2      |
| 29 de noviembre | 20:30 | Khatam Ardakan  | 0 – 3 | Sada Cruzeiro   | 16-25  | 25-27 | 16-25 |       |       | 57 – 77   | P2      |

### Fase Final
- Los horarios corresponden al huso horario de Polonia (UTC +1:00)

|  | Semifinales            | Semifinales     |   |                | Final                  | Final |  |
|  |                        |                 |   |                |                        |       |  |
|  |                        |                 |   |                |                        |       |  |
|  |                        |                 |   |                |                        |       |  |
|  | Cucine Lube Civitanova | 3               |   |                |                        |       |  |
|  | Asseco Resovia         | 1               |   |                |                        |       |  |
|  |                        |                 |   |                |                        |       |  |
|  |                        |                 |   |                |                        |       |  |
|  |                        |                 |   |                | Cucine Lube Civitanova | 1     |  |
|  |                        | Trentino Volley | 3 |                |                        |       |  |
|  |                        |                 |   |                |                        |       |  |
|  |                        |                 |   |                |                        |       |  |
|  |                        |                 |   |                | Tercer lugar           |       |  |
|  |                        |                 |   |                |                        |       |  |
|  | Fakel Novy Urengoy     | 1               |   | Asseco Resovia | 1                      |       |  |
|  | Trentino Volley        | 3               |   |                | Fakel Novy Urengoy     | 3     |  |

#### Semifinales
| Fecha          | Hora  | Equipo 1               | Res.  | Equipo 2        | Set 1 | Set 2 | Set 3 | Set 4 | Set 5 | Total    | Reporte |
| -------------- | ----- | ---------------------- | ----- | --------------- | ----- | ----- | ----- | ----- | ----- | -------- | ------- |
| 1 de diciembre | 17:30 | Cucine Lube Civitanova | 3 – 1 | Asseco Resovia  | 29–31 | 25–19 | 25–14 | 25–23 |       | 104 – 75 | P2      |
| 1 de diciembre | 20:30 | Fakel Novy Urengoy     | 1 – 3 | Trentino Volley | 25–22 | 14–25 | 16–25 | 19–25 |       | 74 – 97  | P2      |

#### Tercer puesto
| Fecha          | Hora  | Equipo 1       | Res.  | Equipo 2           | Set 1 | Set 2 | Set 3 | Set 4 | Set 5 | Total   | Reporte |
| -------------- | ----- | -------------- | ----- | ------------------ | ----- | ----- | ----- | ----- | ----- | ------- | ------- |
| 2 de diciembre | 17:30 | Asseco Resovia | 1 – 3 | Fakel Novy Urengoy | 25–19 | 20–25 | 23–25 | 23–25 |       | 91 – 94 | P2      |

#### Final
| Fecha          | Hora  | Equipo 1               | Res.  | Equipo 2        | Set 1 | Set 2 | Set 3 | Set 4 | Set 5 | Total   | Reporte |
| -------------- | ----- | ---------------------- | ----- | --------------- | ----- | ----- | ----- | ----- | ----- | ------- | ------- |
| 2 de diciembre | 20:30 | Cucine Lube Civitanova | 1 – 3 | Trentino Volley | 20–25 | 25–22 | 20–25 | 18–25 |       | 83 – 97 | P2      |

#### Campeón
| Campeón del Mundo de Clubes de 2018 |
| ----------------------------------- |
| Trentino Volley 5º Título           |

## Clasificación general
| Pos.              | Equipo                 |
| ----------------- | ---------------------- |
| Medalla de oro    | Trentino Volley        |
| Medalla de plata  | Cucine Lube Civitanova |
| Medalla de bronce | Fakel Novy Urengoy     |
| 4.                | Asseco Resovia         |
| 5.                | Sada Cruzeiro          |
| 5.                | VK Zenit Kazán         |
| 7.                | Khatam Ardakan         |
| 7.                | Skra Bełchatów         |

## Premios y reconocimientos
- MVP - Mejor jugador:  Aaron Russell (Trentino Volley)
- Mejores receptores/atacantes:  Dimitry Volkov (Fakel Novy Urengoy) –  Uros Kovacevic (Trentino Volley)
- Mejores centrales:  Dragan Stankovic (Cucine Lube Civitanova) –  Robertlandy Simón (Cucine Lube Civitanova)
- Mejor opuesto:  Tsvetan Sokolov (Cucine Lube Civitanova)
- Mejor armador:  Simone Giannelli (Trentino Volley)
- Mejor libero:  Jenia Grebennikov (Trentino Volley)